# 托尼·克罗斯
托尼·克罗斯（德語：Toni Kroos，1990年1月4日—），出生于东德格赖夫斯瓦尔德，是一名德国已退役职业足球运动员，他被广泛认为是有史以来最伟大的中场球员之一，世界足坛巨星之一,以其视野、传球、创造力、传中和定位球能力而闻名。克罗斯主要担任中前卫，但在他的职业生涯中也被部署为拖后组织核心。个人获得六次欧洲冠军联赛冠军，五次欧洲超级杯冠军，六次世俱杯冠军，一次世界杯冠军，奖项荣誉成就皆属于历史顶级。
克罗斯17岁就代表拜仁慕尼黑一线队出场，在外借给勒沃库森18个月并成为关键贡献者之后，他于2010年以更高的声望回到了母队。在拜仁，克罗斯夺得了三个德甲联赛冠军、三个德国杯冠军以及2013年欧冠联赛冠军头衔。2014年，他以2500万欧元转会费加盟皇家马德里。
由2014年加盟直至2024年退役，克罗斯在竞争激烈的皇马中场获得主力位置，赢得了23座奖杯，包括四座西甲联赛冠军和五座欧冠冠军，其中于2016年、2017年、2018年连续三年随队获得欧冠冠军，并且每次都入选该赛事的赛季最佳阵容。他曾三次入选国际足联年度最佳阵容和欧洲足联年度最佳阵容，两次入选联盟赛季最佳阵容。他被评为2014年IFFHS世界最佳进攻组织者和2018年德国足球先生。
克罗斯是2006年欧洲U-17足球锦标赛金球奖和2007年国际足联U-17世界杯金球奖获得者。他首次代表德国国家队出场在2010年，并随队参加了2010年世界杯和2012年欧洲杯。克罗斯也是德国夺得2014年世界杯冠军的一员，是首个出生于东德而夺得大力神杯的球员。在与巴西的比赛中，于24和26分钟梅开二度，创造了世界杯史上单一球员在最短时间内连入两球的纪录（69秒）。他是赛事助攻王，并入选全明星队、梦之队和德国队年度最佳球员。2016年欧洲杯，克罗斯入选了赛事最佳阵容。在德国队因表现不佳而受到严厉批评后，2021年，他在2020年欧洲杯德国队被淘汰后退出国家队。2024年2月，克罗斯宣布重返国家队参加在本土举办的2024年欧洲杯。
2024年5月21日，克罗斯宣布将在欧洲杯后退役，是首位自2024年歐洲盃後宣布從德國國家隊退役的球員。

## 俱乐部生涯

### 汉莎罗斯托克
克罗斯出生于德意志民主共和国城市格赖夫斯瓦尔德的申瓦尔德地区，跟随其父罗兰·克罗斯（Roland Kroos）——当时的格赖夫斯瓦尔德足球俱乐部青年队教练练习踢球。克罗斯的母亲比尔希特·克罗斯（Birgit Kroos）是前东德羽毛球全国冠军。他还有一个弟弟菲利克斯·克罗斯也是职业足球运动员，曾效力于云达不莱梅、柏林联和入选各级德国青年国家足球队。
2002年当父亲成为汉莎罗斯托克C级别青年队教练时，他将克罗斯带到了罗斯托克。克罗斯在2004/05赛季的德国17岁以下足球锦标赛中帮助罗斯托克取得亚军，其出色表现也吸引了拜仁慕尼黑球探的注意。

### 早期生涯
克罗斯于2006年夏天转会拜仁，获得一份五年的业余合同。在拜仁青年队，克罗斯成为一名极富创造力的进攻核心，并帮助球队打入2006/07赛季德国19岁以下联赛决赛，但加时赛最终以1：2不敌勒沃库森。由于表现持续良好，他得以在2006/07下半赛季随拜仁一线队一同训练，并在一些友谊赛中获得一线队出场的机会。
克罗斯的天赋打动了时任拜仁主教练希斯菲尔德，2007/08赛季克罗斯被提拔到了一线队。从那时起他得以正式参加一线队的训练，同时也随拜仁二队参加德国南部地区联赛。第一次正式出场是在2007年9月26日拜仁慕尼黑5：0战胜科特布斯的德甲联赛中，他在第72分钟替换泽·罗伯托上场。克罗斯以17岁7个月零18天的年龄，创造了当时拜仁最年轻的球员联赛出场纪录， 该记录在2010年被阿拉巴打破。那场比赛中他两次助攻克洛泽，帮助拜仁完成了最后两个进球。
2007年10月4日，在2008年欧联拜仁客场对阵比兰伦斯的比赛中，克罗斯在第81分钟替换施魏因斯泰格上场，完成了他的欧洲赛事首秀。随后的10月25日，在拜仁对阵贝尔格莱德红星的欧洲联盟杯比赛中完成自己的首个职业入球，一传一射帮助拜仁以3：2逆转对手。克罗斯的第一次首发出场则是在11月10日的德甲联赛，当时拜仁以1：3客场不敌斯图加特。在度过18岁生日不久的2008年1月18日，克罗斯与拜仁续约，正式得到一份为期四年、有效日期到2012年6月30日的职业合同。克罗斯为拜仁出场20次，其中首发6次，结束了他的第一个赛季。他还在二队南区联赛中出场12次，打进3球。
尽管克罗斯在拜仁2008/09赛季德甲首场对阵汉堡队的比赛中被选中首发，但上半赛季，在时任主教练克林斯曼麾下，克罗斯的出场次数较少。2008年11月5日，在小组赛第四轮对阵佛罗伦萨的比赛中，他在第79分钟替补出场，完成了欧洲冠军联赛首秀。

#### 租借至勒沃库森
2008/2009赛季冬歇期，克罗斯如愿被租借到勒沃库森，为期一年半，以取得更多的上场机会。 2月28日，他在0-1击败汉诺威96的比赛中替补登场，首次亮相。4月12日，他在勒沃库森1-1战平云达不莱梅的比赛中首次首发，并助攻球队进球。2009年4月18日，他在1-2输给沃尔夫斯堡的比赛中打进了他的首个德甲进球。2008/09下半赛季，克罗斯为勒沃库森在各项赛事中出场13次，打进1球。
克罗斯在2009/10赛季确立了自己在勒沃库森的主力地位，除了一场德甲比赛外，他参加了所有比赛。在第16至20轮比赛中，克罗斯在5场德甲比赛中攻入5粒进球和完成4次助攻。2009年12月19日，勒沃库森3：2战胜门兴，克罗斯第一次在联赛中梅开二度，帮助球队取得德甲冬歇期冠军。2009年12月及2010年1月，克罗斯连续被权威杂志《踢球者》评选为当月最佳球员；他还连续三周当选《踢球者》评选的单轮最佳，成为德甲历史上第一位荣获该项殊荣的球员。在2009年11月27日举行的拜仁股东周年大会上，董事会主席宣布了克罗斯新赛季回归拜仁的消息。他以9粒进球和12次助攻结束了赛季共33场比赛。

### 拜仁慕尼黑
2010年夏天，随着在勒沃库森的租期结束，克罗斯回到了拜仁慕尼黑。当被问及在上赛季欧冠亚军拜仁一线队的机会时，克罗斯表示：“我想尽可能多地上场比赛！”
2010年8月16日，克罗斯在德国杯第一轮对云迪克的比赛中首次出场，并射入了4：0中的第三球。2010年10月29日，他打入了代表拜仁的第一粒德甲进球，以4：1取得了对弗莱堡的胜利。2010/11赛季，克罗斯成为了拜仁在德甲、德国杯及欧冠中的常规首发，整个赛季共出场37次。2011年3月31日，拜仁宣布与克罗斯续约，将原本2012年6月30日到期的合同延长三年至2015年6月30日。
2011/12赛季，克罗斯在勒沃库森的前教练海因克斯的带领下，确立了自己作为拜仁首发球员的地位，并与国家队队友施魏因施泰格组成了强有力的搭档。整个赛季他共出场51次，包括2012年欧冠决赛，只是在安联球场的点球大战中惜败切尔西。
克罗斯是拜仁2012/13赛季三冠王的重要球员。作为和施魏因施泰格、哈维·马丁内斯组成的中场中位置最靠前的球员，克罗斯在联赛的前四场比赛中共射入三球。他也在对阵瓦伦西亚的首场欧冠小组赛中射入自己的欧冠首球。由于在对尤文图斯的四分之一决赛第一轮比赛中受伤，他错过了2013年欧冠决赛、2013年德国杯决赛和德甲赛季最后七场比赛。
2013/14赛季克罗斯伤愈归队。2013年10月4日，在联赛1：1战平旧主勒沃库森的比赛中，克罗斯射入了该赛季首球。2013年12月21日，他在2013年世俱杯2：0胜卡萨布兰卡拉贾的决赛中首发出场，这是他获得的第一座世俱杯。2014年2月19日，克罗斯在欧冠2：0胜阿森纳的比赛中射入赛季第二球。3月25日，他在3：1胜柏林赫塔的比赛中再次进球，帮助拜仁提前夺得德甲冠军。

### 皇家马德里

#### 2014–15：首秀赛季

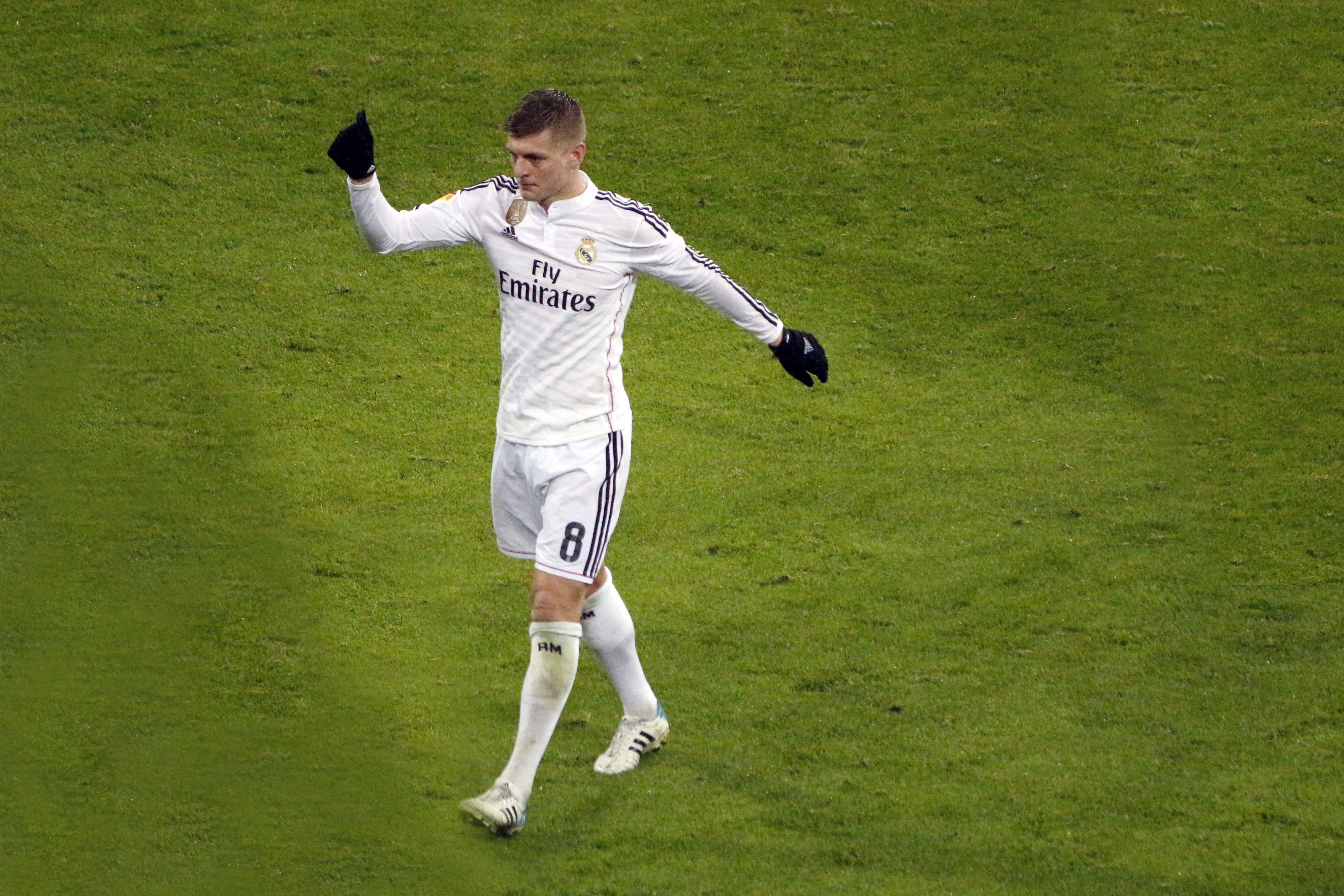
效力皇馬時期的卻奧斯

在2013/14年賽季，克罗斯跟拜仁的續約談判一直很不順利 。当时克罗斯已受西甲俱乐部皇家马德里追求，时任拜仁教练的瓜迪奥拉曾私下建议旧东家巴塞罗那签下实力出色的克罗斯，但是巴萨方面毫无动静。2014年7月17日，皇家马德里宣布，他们已就克罗斯的转会达成协议，并签订了一份为期六年的合同，费用未公开。据媒体报道，转会费为2500万欧元加上500万浮动条款。格拉夫斯瓦尔德，他的第一支青年队的继任者，从转会中获得了60,000欧元。
克罗斯成为了继内策尔、布莱特纳、施蒂利克、舒斯特尔、伊尔格纳、梅策尔德、厄齐尔和赫迪拉之后，第九位加盟皇马的德国球员。他的首次亮相即为2014年8月12日2014年欧洲超级杯对塞维利亚的比赛，随后赢得了他在皇马的第一座奖杯。
他是和J罗及莫德里奇组成的中场三人组的一员，带领皇家马德里在年底取得了22场连胜。11月8日，克罗斯在皇马主场5-1战胜巴列卡诺的比赛中打进了他在皇马的首个进球。12月，他以赛事最多助攻数帮助球队夺得2014年世俱杯冠军。他入选了国际足联年度最佳阵容和欧洲足联年度最佳阵容。

#### 2015–19：持续的国内成功和欧洲霸主地位
2015/16赛季，贝尼特斯接替安切洛蒂执教皇马。贝尼特斯在赛季中期被齐达内取代，克罗斯继续担任中场关键球员。齐达内说：“我们签下托尼是因为我们希望他能创造一个时代”，并称克罗斯“是马德里的完美人选”。当球队赢得2016年欧冠联赛冠军时，他是常规首发。在欧冠决赛中，克罗斯首发出场，表现出色，他主罚任意球，助拉莫斯首开纪录，这是他的第二座欧冠奖杯，也是俱乐部史上第十一座。圣西罗的胜利也意味着克罗斯成为历史上第一位随两家俱乐部捧起欧冠奖杯的德国人。
随著加盟以来的精彩表现，克罗斯证明自己是皇马无可撼动的中场灵魂人物，也为自己赢得了一份至2022年的天价续约。2016年年底他再次入选国际足联年度最佳阵容和欧足联年度最佳阵容。在对阵塞尔塔的比赛中，他在第81分钟为皇马攻入致胜一球，帮助皇马以2-1赢得西甲赛季首个主场比赛。当皇马赢得2016/17赛季西甲冠军时，他是常规首发球员，后来又在2017年欧冠联赛中成功卫冕。他也成为了改制后第一个获得三次欧冠奖杯的德国球员。2016/17赛季末，克罗斯是齐达内麾下出场最多的球员。
2017/18赛季，在2018年欧冠联赛期间，他出场12次，帮助皇马连续第三次获得欧冠冠军，也是队史第13次获得冠军奖杯。他同时成为了第一个获得四次欧冠奖杯的德国球员。
2018/19赛季，2018年12月22日，随着皇马在决赛中击败阿尔艾因，克罗斯赢得了创纪录的个人第五座世俱杯奖杯；2019年5月20日，克罗斯与皇马宣布将合同期延长一年至2023年。

#### 2019–2021：第五次夺得世俱杯冠军
2019年10月22日，他在欧冠联赛中第100次出场，并在1-0战胜加拉塔萨雷的比赛中攻入致胜一球。2020年1月8日，在吉达举行的2019-20西班牙超级杯半决赛中，克罗斯在对阵瓦伦西亚的角球中直接攻入他的第一个超级杯进球，最终皇马以3-1获胜。三天后，皇马在点球大战中战胜同城对手马德里竞技，赢得了超级杯冠军。6月16日，当西甲联赛因COVID-19大流行而中断三个月后重新开始时，克罗斯在迪斯蒂法诺球场仅用了四分钟就攻入了皇马的第一个正式进球，最终以3-1战胜了埃瓦尔。一个月后，皇马取得了10场连胜，并赢得了2019/20赛季西甲冠军，克罗斯在禁赛后的所有11场比赛中均有出场。8月8日，皇马在2020年欧冠联赛16强赛中被曼城淘汰（总比分4-2）。尽管赛季令人失望地结束，但这是克罗斯在皇马最高产的赛季，他在所有比赛中攻入六球。
2020/21赛季，2021年3月1日，克罗斯以309场出场正式超过施蒂利克，成为皇马历史上出场次数最多的德国人。5月17日，克罗斯COVID-19测试为阳性。

#### 2021-2024：更多荣誉及巅峰退役
2021年4月10日，克罗斯在对阵巴塞罗那的联赛中第28分钟的任意球打进了他在国家德比中的首个进球，事后证明这是一场至关重要的胜利，皇马得以保住欧冠席位。这是克罗斯为皇马打进的第一个任意球，也是他第六次尝试任意球。在2022年欧冠联赛中，克罗斯出场12次，打进2球，最终赢得了他的第五个欧冠冠军。
2022年8月10日，克罗斯在对阵法兰克福的比赛中赢得了他的第四个欧洲超级杯冠军，开始了2022/23赛季。这场比赛意义重大，因为这是被球迷称为典礼中场的著名三人组（克罗斯、卡塞米罗和莫德里奇）最后一次一起首发比赛。一周后，卡塞米罗转会加盟曼联。2023年欧冠联赛的第一个比赛日，克罗斯因其在凯尔特人公园球场对阵凯尔特人的表现而获欧足联评选为全场最佳球员。2022年9月11日，在队长本泽马受伤、预备队长（纳乔和莫德里奇）替补后，克罗斯首次担任皇马队长，在主场4-1战胜马略卡。10月16日，他参加了他的第250场西甲比赛，在国家德比中3-1战胜了巴塞罗那。10月30日，克罗斯在主场1-1战平赫罗纳的比赛中领到职业生涯第一张红牌，此前他因对亚历克斯·加西亚犯规吃到第二张黄牌。
2023年2月11日，克罗斯打破了自己的纪录，第六次获得世俱杯冠军，其中一次随拜仁夺冠，五次随皇马夺冠。5月6日，他在国王杯决赛中以2-1击败奥萨苏纳，获得了他在该赛事中的第一座奖杯。2023年6月21日，克罗斯与皇家马德里的合同再延长一年，直至2024年6月。10月3日，克罗斯第100次代表皇马参加欧冠联赛，客场3-2逆转战胜那不勒斯。他也成为了第一位代表外国俱乐部第100次参加欧冠联赛的德国球员。
2024年5月21日，克罗斯宣布将在2024年欧洲杯后退出俱乐部和国际足坛。在5月25日在伯纳乌球场的最后一场西甲主场比赛中，皇马与皇家贝蒂斯打成0-0平局。当克罗斯在第86分钟被替换下场时，受到了列队和全场起立鼓掌。6月1日，克罗斯为俱乐部踢了最后一场比赛即2024年欧冠决赛，他角球助攻卡瓦哈尔打进第一球打破僵局，帮助球队最终2-0战胜多特蒙德，这是他在皇马的第300场胜利。此外，本场比赛克罗斯与卡瓦哈尔、莫德里奇和纳乔一起追平了帕科·亨托六次获得欧冠冠军的纪录。

## 国家队生涯
2014年11月19日，在德国对阵西班牙的友谊赛中，克罗斯首次担任德国队队长，并且在最后的时刻打入制胜球，帮助德国队在客场1-0击败西班牙，终结了对西班牙连续14年不胜的尴尬纪录。2015年1月9日，克罗斯当选2014年德国国家队年度最佳球员。

### 青年队
克罗斯曾入选德国所有级别青年队，并被认为是他的年龄段德国青少年中最具天赋的一员。他作为队长带领德国青年队参加了在韩国举行的2007年世界少年足球锦标赛。德国在半决赛输给了最后的冠军尼日利亚，获得第三名。克罗斯在全部的7场比赛中共取得5粒进球和4次助攻，在赛事最佳球员的评选中，以26%的得票率力压尼日利亚人克里桑图斯（Macauley Chrisantus）25%的得票率，夺得金球奖，兼以5個入球获得铜靴奖。
2008年8月，18岁的克罗斯入选了迪特尔·艾尔茨（Dieter Eilts）率领的德国21岁以下国家足球队（U-21），随后在9月5日对阵北爱尔兰的处子战中首发出场并攻入1球。
2009年3月27日，克罗斯代表德国19岁以下青年队主场迎战芬兰并上演帽子戏法，以队长身份率领球队7：0大胜。他回归更低级别青年队的原因在于U21教练霍斯特·赫鲁贝施希望他在脚踝受伤复出后能得到更多练习机会。2009年9月，克罗斯未受U20青年队征召而没能参与在埃及举行的20岁以下世界青年足球锦标赛，理由是勒沃库森拒绝放行。

### 2010年世界杯
2010年1月21日，克罗斯第一次得到德国国家队主教练勒夫的征召，参加了国家队在辛德尔芬根为备战南非世界杯而进行的集训和体能测试。3月3日，克罗斯进入了对战阿根廷的热身赛大名单，并在第67分钟时替补出场，完成了他在成年国家队的首秀。5月6日，他再次得到勒夫征召，入选征战世界杯的27人大名单。6月23日，世界杯小组赛最后一轮德国对加纳的比赛中，克罗斯于第81分钟替补出场，完成世界杯首秀。

### 2012年欧洲杯
2012年欧洲杯预选赛，克罗斯成为了德国队的常规首发，并在十场比赛中出场八次。在对阵东道主乌克兰和波兰的两场友谊赛中，克罗斯射入了他在国际大赛中代表德国队的首两个进球，为球队首开纪录。
2012年欧洲杯小组赛的全部三场比赛中，克罗斯均替补登场。半决赛对意大利的比赛，克罗斯首发出场，最后德国队以1比2落败。

### 2014年世界杯
2014年7月9日，巴西世界杯举行首场半决赛，德国7-1击败巴西。克罗斯助攻穆勒打入第一球，并在24和26分钟连进两球，创造了世界杯史上最快梅开二度纪录（69秒），当选全场最佳球员。决赛中，德国队以一比零小胜阿根廷夺得冠军，克罗斯成为了首个出生于东德夺得大力神杯的球员。7月11日，克罗斯入选了国际足联为表彰本届赛事最佳球员的金球奖十人名单，并入选了2014年世界杯梦之队。根据嘉实多指数（世界杯官方赞助商），克罗斯以9.79分力压荷兰前锋罗本，排名国际足联本届世界杯最佳球员技术统计的榜首。

### 2016年欧洲杯
克罗斯参加了在法国举行的2016年欧洲杯并打满所有比赛。他在首场对阵乌克兰的小组赛中任意球助攻第一个进球并当选全场最佳。八分之一决赛中，他角球创造机会帮助球队首开纪录完胜斯洛伐克。在四分之一决赛对阵苦主意大利的比赛中，他是德国在点球大战中第一个出场并罚进的球员，帮助球队鏖战120分钟历经9轮点球最终获胜。损兵折将的德国在随后的半决赛对阵东道主法国时被遗憾淘汰。克罗斯是入选赛事最佳阵容的三名德国球员之一。

### 2018年世界杯
2018年6月4日，克罗斯入选了德国国家队参加俄罗斯世界杯的23人大名单。6月23日，在对瑞典的小组赛中，克罗斯在伤停补时阶段攻入制胜的直接任意球，帮助德国保留了小组出线的希望。他的绝杀也成为了德国队在世界杯常规时间内的最晚进球，德国最后以2-1的比分获胜。但德国仍然因为在小组赛中分别世界杯首次败给墨西哥及队史首次败给亚洲球队，最终垫底提前出局。

### 2020年欧洲国家联赛
2020年10月13日，克罗斯在欧洲国家联赛对阵瑞士的比赛达成第100次国家队出场。 

### 2020年欧洲杯和退出国际比赛
2021年5月19日，克罗斯入选2020年欧洲杯大名单。
6月29日，球队在16强赛中0-2输给英格兰三天后，克罗斯宣布退出国家队。拜仁名誉主席赫内斯表示，克罗斯强调横向传球的打法并不适合现代足球。前德国国脚、金球奖得主马特乌斯也表达了类似的观点，表示他不认同克罗斯的踢球风格，并且“克罗斯不再是国际级的”。然而，根据克罗斯自己的声明，他表示退役的原因是专注于俱乐部事业和家庭。

### 重返国家队
2024年2月22日，新任国家队主教练纳格尔斯曼联系克罗斯，宣布他将重返德国国家队。克罗斯发文写道：大家好，简单说下，我会在3月份再次为国家队效力，要说为什麽的话，是因为我受到教练的征召，我也有一样的心情，而且我相信德国队在欧洲杯上还有更多的可能，比大家认为的还要多。
2024年3月23日，克罗斯在对阵法国的国际友谊赛中回归后仅七秒就送出助攻。

## 踢球风格
作为一名身材高大、运动能力强的右脚中场球员，他被认为是有史以来最伟大的中场球员之一，以其双脚分配的范围和准确性、技术、视野、创造力和比赛阅读能力而闻名。在中场指挥比赛或通过定位球和传球来创造进球；他也有能力自己进球，这得益于他的射门能力（尤其是远距离射门）以及任意球的准确性。 他被认为是有史以来最好、最准确的传球手之一。 他被乔纳森·威尔逊描述为“也许是现代攻击型中场的原型”。威尔逊还形容克罗斯“充满活力且勤奋”，并称赞他的多才多艺、体力充沛以及能够胜任中场多个位置的能力；除了通常的角色外，他还被用作中场的后腰。由于他能够打破比赛、保持控球权并为队友创造机会，因此他可以成为一名中场组织核心、边路球员、B2B角色，甚至可以担任防守型中场。 前曼联中场球员斯科尔斯在2014年表示，克罗斯是“顶级中场球员”，是曼联最需要签下的球员。
前荷兰队队长、巴萨教父克鲁伊夫评价克罗斯在2014年世界杯上的表现，“他做的一切都是正确的：传球速度很快，他能洞察一切。这几乎是完美的。” 

## 个人生活
克罗斯于1990年1月4日出生于梅克伦堡-前波美拉尼亚格赖夫斯瓦尔德。他有一个弟弟菲利克斯·克罗斯，也是一名前职业足球运动员，目前在柏林联担任U19助理教练。他的父亲罗兰曾担任汉莎·罗斯托克队的青年教练。年轻时，他是一名成绩平平的学生，花了很多时间练习足球，但他在课堂上表现良好，在学校深受同学们的喜爱。
克罗斯于2015年6月13日与交往多年的女友杰西卡·法伯结婚。他们育有两个儿子和一个女儿。他在西班牙马略卡岛拥有一所房子。
克罗斯还关注NBA，他支持达拉斯独行侠，他本人很喜欢同为德国人的篮球巨星诺维茨基。

## 生涯统计

### 俱乐部数据
最後更新：2024年6月1日
| 球队             | 赛季     | 联赛       | 联赛       | 联赛       | 联赛       | 杯赛   | 杯赛   | 杯赛   | 洲际      | 洲际      | 洲际      | 其它  | 其它  | 其它  | 总计 | 总计 | 总计 |
| 球队             | 赛季     | 级别       | 出场       | 进球       | 助攻       | 出场   | 进球   | 助攻   | 出场      | 进球      | 助攻      | 出场  | 进球  | 助攻  | 出场 | 进球 | 助攻 |
| 德国             | 德国     | 德国联赛   | 德国联赛   | 德国联赛   | 德国联赛   | 德国杯 | 德国杯 | 德国杯 | 欧洲赛事1 | 欧洲赛事1 | 欧洲赛事1 | 其它2 | 其它2 | 其它2 | 总计 | 总计 | 总计 |
| ---------------- | -------- | ---------- | ---------- | ---------- | ---------- | ------ | ------ | ------ | --------- | --------- | --------- | ----- | ----- | ----- | ---- | ---- | ---- |
| 拜仁慕尼黑青年队 | 2006–07  | U-19联赛   | 22         | 7          | 0          | —      | —      | —      | —         | —         | —         | —     | —     | —     | 22   | 7    | 0    |
| 拜仁慕尼黑青年队 | 总计     | 总计       | 22         | 7          | 0          | —      | —      | —      | —         | —         | —         | —     | —     | —     | 22   | 7    | 0    |
| 拜仁慕尼黑二队   | 2007–08  | 南区联赛   | 12         | 3          | 5          | —      | —      | —      | —         | —         | —         | —     | —     | —     | 12   | 3    | 5    |
| 拜仁慕尼黑二队   | 2008–09  | 德丙联赛   | 1          | 1          | 0          | —      | —      | —      | —         | —         | —         | —     | —     | —     | 1    | 1    | 0    |
| 拜仁慕尼黑二队   | 总计     | 总计       | 13         | 4          | 5          | —      | —      | —      | —         | —         | —         | —     | —     | —     | 13   | 4    | 5    |
| 拜仁慕尼黑       | 2007–08  | 德甲联赛   | 12         | 0          | 2          | 2      | 0      | 0      | 6         | 1         | 2         | —     | —     | —     | 20   | 1    | 4    |
| 拜仁慕尼黑       | 2008–09  | 德甲联赛   | 7          | 0          | 0          | 1      | 1      | 1      | 1         | 0         | 0         | —     | —     | —     | 9    | 1    | 1    |
| 拜仁慕尼黑       | 2010–11  | 德甲联赛   | 27         | 1          | 5          | 3      | 1      | 1      | 7         | 0         | 2         | 0     | 0     | 0     | 37   | 2    | 8    |
| 拜仁慕尼黑       | 2011–12  | 德甲联赛   | 31         | 4          | 10         | 6      | 1      | 1      | 14        | 2         | 8         | —     | —     | —     | 51   | 7    | 19   |
| 拜仁慕尼黑       | 2012–13  | 德甲联赛   | 24         | 6          | 8          | 3      | 0      | 0      | 9         | 3         | 0         | 1     | 0     | 0     | 37   | 9    | 8    |
| 拜仁慕尼黑       | 2013–14  | 德甲联赛   | 29         | 2          | 4          | 6      | 1      | 2      | 12        | 1         | 2         | 4     | 0     | 1     | 51   | 4    | 9    |
| 拜仁慕尼黑       | 总计     | 总计       | 130        | 13         | 29         | 21     | 4      | 5      | 49        | 7         | 14        | 5     | 0     | 1     | 205  | 24   | 49   |
| 勒沃库森 (租借)  | 2008–09  | 德甲联赛   | 10         | 1          | 1          | 3      | 0      | 0      | —         | —         | —         | —     | —     | —     | 13   | 1    | 1    |
| 勒沃库森 (租借)  | 2009–10  | 德甲联赛   | 33         | 9          | 12         | 2      | 0      | 0      | —         | —         | —         | —     | —     | —     | 35   | 9    | 12   |
| 勒沃库森 (租借)  | 总计     | 总计       | 43         | 10         | 13         | 5      | 0      | 0      | —         | —         | —         | —     | —     | —     | 48   | 10   | 13   |
| 西班牙           | 西班牙   | 西班牙联赛 | 西班牙联赛 | 西班牙联赛 | 西班牙联赛 | 国王杯 | 国王杯 | 国王杯 | 欧洲赛事3 | 欧洲赛事3 | 欧洲赛事3 | 其它4 | 其它4 | 其它4 | 总计 | 总计 | 总计 |
| 皇家马德里       | 2014–15  | 西甲联赛   | 36         | 2          | 9          | 2      | 0      | 1      | 12        | 0         | 3         | 5     | 0     | 2     | 55   | 2    | 15   |
| 皇家马德里       | 2015–16  | 西甲联赛   | 32         | 1          | 11         | 0      | 0      | 0      | 12        | 0         | 2         | —     | —     | —     | 44   | 1    | 13   |
| 皇家马德里       | 2016–17  | 西甲联赛   | 29         | 3          | 12         | 5      | 0      | 1      | 12        | 1         | 2         | 2     | 0     | 2     | 48   | 4    | 17   |
| 皇家马德里       | 2017–18  | 西甲联赛   | 27         | 5          | 7          | 0      | 0      | 0      | 12        | 0         | 3         | 4     | 0     | 0     | 43   | 5    | 10   |
| 皇家马德里       | 2018–19  | 西甲联赛   | 28         | 0          | 4          | 4      | 0      | 0      | 8         | 1         | 2         | 3     | 0     | 0     | 43   | 1    | 6    |
| 皇家马德里       | 2019–20  | 西甲联赛   | 35         | 4          | 5          | 2      | 0      | 2      | 6         | 1         | 2         | 2     | 1     | 0     | 45   | 6    | 9    |
| 皇家马德里       | 2020–21  | 西甲联赛   | 28         | 3          | 10         | 1      | 0      | 0      | 12        | 0         | 2         | 1     | 0     | 0     | 42   | 3    | 12   |
| 皇家马德里       | 2021–22  | 西甲联赛   | 28         | 1          | 3          | 3      | 0      | 0      | 12        | 2         | 0         | 2     | 0     | 0     | 45   | 3    | 3    |
| 皇家马德里       | 2022–23  | 西甲联赛   | 30         | 2          | 4          | 5      | 0      | 0      | 12        | 0         | 2         | 5     | 0     | 0     | 52   | 2    | 6    |
| 皇家马德里       | 2023–24  | 西甲联赛   | 33         | 1          | 8          | 1      | 0      | 0      | 12        | 0         | 2         | 2     | 0     | 0     | 48   | 1    | 10   |
| 皇家马德里       | 总计     | 总计       | 306        | 22         | 72         | 23     | 0      | 4      | 110       | 5         | 19        | 26    | 1     | 4     | 465  | 28   | 99   |
| 生涯总计         | 生涯总计 | 生涯总计   | 470        | 47         | 111        | 46     | 4      | 9      | 141       | 10        | 33        | 29    | 1     | 5     | 753  | 73   | 166  |

- 1.^ 包括欧洲冠军联赛及欧洲联盟杯
- 2.^ 包括德国超级杯、欧洲超级杯及世界俱乐部杯
- 3.^ 包括欧洲冠军联赛
- 4.^ 包括西班牙超级杯、欧洲超级杯及世界俱乐部杯

### 国家队数据
最後更新：2024年6月27日
| 球队       | 赛季     | 正式比赛 | 正式比赛 | 正式比赛 | 友谊赛 | 友谊赛 | 友谊赛 | 总计 | 总计 | 总计 |
| 球队       | 赛季     | 出场     | 进球     | 助攻     | 出场   | 进球   | 助攻   | 出场 | 进球 | 助攻 |
| ---------- | -------- | -------- | -------- | -------- | ------ | ------ | ------ | ---- | ---- | ---- |
| 德国U17    | 2005–06  | 10       | 4        | —        | 4      | 1      | —      | 14   | 5    | —    |
| 德国U17    | 2006–07  | 10       | 7        | 2        | 4      | 0      | 1      | 14   | 7    | 3    |
| 德国U17    | 2007–08  | 6        | 5        | 4        | 2      | 0      | —      | 8    | 5    | 4    |
| 德国U17    | 总计     | 26       | 16       | 6        | 10     | 2      | 1      | 36   | 18   | 7    |
| 德国U19    | 2008–09  | 3        | 0        | 0        | 2      | 3      | 0      | 5    | 3    | 0    |
| 德国U19    | 总计     | 3        | 0        | 0        | 2      | 3      | 0      | 5    | 3    | 0    |
| 德国U21    | 2007–08  | 4        | 1        | 1        | 0      | 0      | 0      | 4    | 1    | 1    |
| 德国U21    | 2008–09  | 0        | 0        | 0        | 1      | 1      | 0      | 1    | 1    | 0    |
| 德国U21    | 2009–10  | 3        | 0        | 0        | 2      | 0      | 3      | 5    | 0    | 3    |
| 德国U21    | 总计     | 7        | 1        | 1        | 3      | 1      | 3      | 10   | 2    | 4    |
| 德国国家队 | 2009–10  | 4        | 0        | 0        | 4      | 0      | 0      | 8    | 0    | 0    |
| 德国国家队 | 2010–11  | 8        | 0        | 0        | 4      | 0      | 0      | 12   | 0    | 0    |
| 德国国家队 | 2011–12  | 4        | 0        | 0        | 6      | 2      | 2      | 10   | 2    | 2    |
| 德国国家队 | 2012–13  | 7        | 3        | 3        | 2      | 0      | 0      | 9    | 3    | 3    |
| 德国国家队 | 2013–14  | 7        | 2        | 4        | 5      | 0      | 2      | 12   | 2    | 6    |
| 德国国家队 | 2014–15  | 5        | 1        | 0        | 2      | 1      | 1      | 7    | 2    | 1    |
| 德国国家队 | 2015–16  | 10       | 0        | 2        | 3      | 2      | 0      | 13   | 2    | 2    |
| 德国国家队 | 2016–17  | 4        | 1        | 0        | 1      | 0      | 0      | 5    | 1    | 0    |
| 德国国家队 | 2017–18  | 6        | 1        | 1        | 4      | 0      | 0      | 10   | 1    | 1    |
| 德国国家队 | 2018–19  | 5        | 1        | 1        | 1      | 0      | 1      | 6    | 1    | 2    |
| 德国国家队 | 2019–20  | 4        | 3        | 2        | 0      | 0      | 0      | 4    | 3    | 2    |
| 德国国家队 | 2020–21  | 5        | 0        | 0        | 0      | 0      | 0      | 5    | 0    | 0    |
| 德国国家队 | 2021–22  | 4        | 0        | 0        | 1      | 0      | 0      | 5    | 0    | 0    |
| 德国国家队 | 2024–25  | 3        | 0        | 0        | 3      | 0      | 2      | 6    | 0    | 2    |
| 德国国家队 | 总计     | 76       | 12       | 13       | 36     | 5      | 8      | 112  | 17   | 21   |
| 生涯总计   | 生涯总计 | 112      | 29       | 20       | 51     | 11     | 12     | 163  | 40   | 32   |

### 国家队进球
德国队的进球及比分列前:
| #   | 日期           | 地点                               | 对手     | 进球 | 比分 | 比赛                   |
| --- | -------------- | ---------------------------------- | -------- | ---- | ---- | ---------------------- |
| 1.  | 2011年9月6日   | 波兰格但斯克，格但斯克PGE体育场    | 波蘭     | 1-1  | 2-2  | 友谊赛                 |
| 2.  | 2011年11月11日 | 乌克兰基辅，奧林匹克國家綜合體育場 | 乌克兰   | 1-2  | 3-3  | 友谊赛                 |
| 3.  | 2012年10月12日 | 爱尔兰都柏林，英杰华体育场         | 愛爾蘭   | 5-0  | 6-1  | 2014年世界杯预选赛     |
| 4.  | 2012年10月12日 | 爱尔兰都柏林，英杰华体育场         | 愛爾蘭   | 6-0  | 6-1  | 2014年世界杯预选赛     |
| 5.  | 2013年9月6日   | 德国慕尼黑，安联球场               | 奥地利   | 2-0  | 3-0  | 2014年世界杯预选赛     |
| 6.  | 2014年7月8日   | 巴西贝洛奥里藏特，米内罗体育场     | 巴西     | 3-0  | 7-1  | 2014年世界杯半决赛     |
| 7.  | 2014年7月8日   | 巴西贝洛奥里藏特，米内罗体育场     | 巴西     | 4-0  | 7-1  | 2014年世界杯半决赛     |
| 8.  | 2014年10月14日 | 德国盖尔森基兴，费尔廷斯竞技场     | 愛爾蘭   | 1-0  | 1-1  | 2016年欧洲杯预选赛     |
| 9.  | 2014年11月18日 | 西班牙维戈，巴拉伊多斯体育场       | 西班牙   | 1-0  | 1-0  | 友谊赛                 |
| 10. | 2016年3月27日  | 德国柏林，柏林奥林匹克体育场       | 英格兰   | 1-0  | 2-3  | 友谊赛                 |
| 11. | 2016年3月29日  | 德国慕尼黑，安联球场               | 義大利   | 1-0  | 4-1  | 友谊赛                 |
| 12. | 2016年10月8日  | 德国汉堡，禾克斯公园球场           | 捷克     | 2-0  | 3-0  | 2018年世界杯预选赛     |
| 13. | 2018年6月24日  | 俄罗斯索契，菲什特奥林匹克体育场   | 瑞典     | 2-1  | 2-1  | 2018年世界杯小组赛     |
| 14. | 2018年10月16日 | 法国圣但尼，法兰西体育场           | 法國     | 1-0  | 1-2  | 2018–19年欧洲国家联赛A |
| 15. | 2019年9月6日   | 德国汉堡，禾克斯公园球场           | 荷蘭     | 2-2  | 2-4  | 2020年欧洲杯预选赛     |
| 16. | 2019年11月16日 | 德国门兴格拉德巴赫，普鲁士公园球场 | 白俄羅斯 | 3-0  | 4-0  | 2020年欧洲杯预选赛     |
| 17. | 2019年11月16日 | 德国门兴格拉德巴赫，普鲁士公园球场 | 白俄羅斯 | 4-0  | 4-0  | 2020年欧洲杯预选赛     |

## 荣誉
克罗斯赢得了34个冠军，是最成功的德国足球运动员。他是欧冠冠军（与亨托、卡瓦哈尔、莫德里奇和纳乔并列）、欧洲超级杯（与保罗·马尔蒂尼并列）和世俱杯冠军的纪录保持者。
德國國家隊
- 世界杯冠軍：2014[104]，季軍：2010

拜仁慕尼黑
- 德甲：2007-08, 2012-13, 2013-14
- 德国足协杯：2007-08（英语：2007–08 DFB-Pokal）, 2012-13（英语：2012–13 DFB-Pokal）, 2013-14（英语：2013–14 DFB-Pokal）
- 德国超级杯：2012
- 欧冠：2012–13
- 欧洲超级杯：2013
- 世俱杯：2013

皇家馬德里
- 西甲：2016–17，2019–20，2021–22，2023-24[105]
- 西班牙國王盃：2022–23
- 西班牙超级杯：2017（英语：2007 Supercopa de España）[106]，2019-20（英语：2019–20 Supercopa de España），2021–22，2023–24
- 欧冠：2015–16，2016–17，2017–18，2021–22，2023–24
- 欧洲超级杯：2014，2016，2017，2022[107]
- 世俱杯：2014，2016，2017，2018，2022

### 勳章
- 梅克倫堡-前波美拉尼亞州功績勳章（英语：Order of Merit of Mecklenburg-Vorpommern）：2025年[108]

## 奖项
- 国际足联金球奖提名：2014年（英语：2014 FIFA Ballon d'Or）（第9名）、2015年（第21名）
- 金球奖提名：2016年（第17名）、2017年（第17名）、2024年（第9名）
- 国际足联世界足球先生提名：2016年（第10名）、2017年（英语：The_Best_FIFA_Football_Awards_2017）（第7名）、2024年
- 欧洲最佳球员提名：2015-16年（英语：UEFA_Best_Player_in_Europe_Award#2015.E2.80.9316）（第9名）、2016-17年（英语：UEFA_Best_Player_in_Europe_Award#2016.E2.80.9317）（第5名）
- 国际足联年度最佳阵容/年度世界最佳十一人：2014年、2016年、2017年
- 欧洲足联年度最佳阵容：2014年、2016年（英语：UEFA_Team_of_the_Year#Team_of_the_Year_2016）、2017年（英语：UEFA_Team_of_the_Year#Team_of_the_Year_2017）
- 欧洲冠军联赛年度最佳阵容：2013–14年、2014–15年、2015–16年、2016–17年、2017–18年
- 世界杯足球赛助攻王：2014年
- 世界杯足球赛梦之队：2014年
- 世界杯足球赛全明星队：2014年
- 欧洲足球锦标赛最佳阵容：2016年
- IFFHS世界最佳进攻组织者：2014年
- 《踢球者》德国足球先生：2018年、2024年
- 《踢球者》德国足球年度人物（德语：Persönlichkeit des Jahres (Fußball)）：2016年
- 德国国家足球队年度最佳球员：2014年
- 银月桂叶勋章：2014年、2010年
- 《都灵体育报》年度最佳球员（英语：Tuttosport#Golden Player Man Award）：2024年
- 金母鸡奖（德语：Goldene_Henne）体育类别个人奖：2017年；团体奖：2010年、2014年
- 世界U17少年足球锦标赛金球奖、铜靴奖：2007年
- 欧洲U17少年足球锦标赛金球奖：2006年（英语：2006 UEFA European Under-17 Championship）；最佳射手：2007年（英语：2007 UEFA European Under-17 Championship）
- 《踢球者》德甲联赛赛季最佳阵容：2009–10年、2011–12年
- 《踢球者》当月最佳球员：2009年12月、2010年1月
- 弗里茨·瓦尔特大奖金奖：2008年（U18组）
- 阿尔加夫杯U17国际锦标赛冠军：2007年